# Ingersoll
Ingersoll é uma cidade da província de Ontário, no Canadá.